# 第25ヘリコプター海上戦闘飛行隊 (アメリカ海軍)
第25ヘリコプター海上戦闘飛行隊（だい25ヘリコプターかいじょうせんとうひこうたい、英: Helicopter Sea Combat Squadron 25、略称：HSC-25）は、アメリカ海軍太平洋艦隊ヘリコプター海上戦闘航空団隷下のヘリコプター部隊。愛称はアイランド・ナイツ（英: Island Knights）。1984年2月3日に第5ヘリコプター戦闘支援飛行隊（英: Helicopter Combat Support Squadron 5、略称：HC-5）としてグアムのアガナ海軍航空基地で編成され、2005年4月21日に第25ヘリコプター海上戦闘飛行隊へ改編された。グアムのアンダーセン空軍基地に所在し、多用途ヘリコプターとしてMH-60Sを運用する。なお、遠征飛行隊に指定されており、必要に応じて遠征部隊に組み込まれる。

## 配備基地の変遷
- アガナ海軍航空基地（英語版）（グアム）（1984年 - 1995年）
- アンダーセン空軍基地（グアム）（1995年 - ）

## 歴代運用機
- 輸送ヘリコプター
  - CH-46D
- 多用途ヘリコプター
  - MH-60S

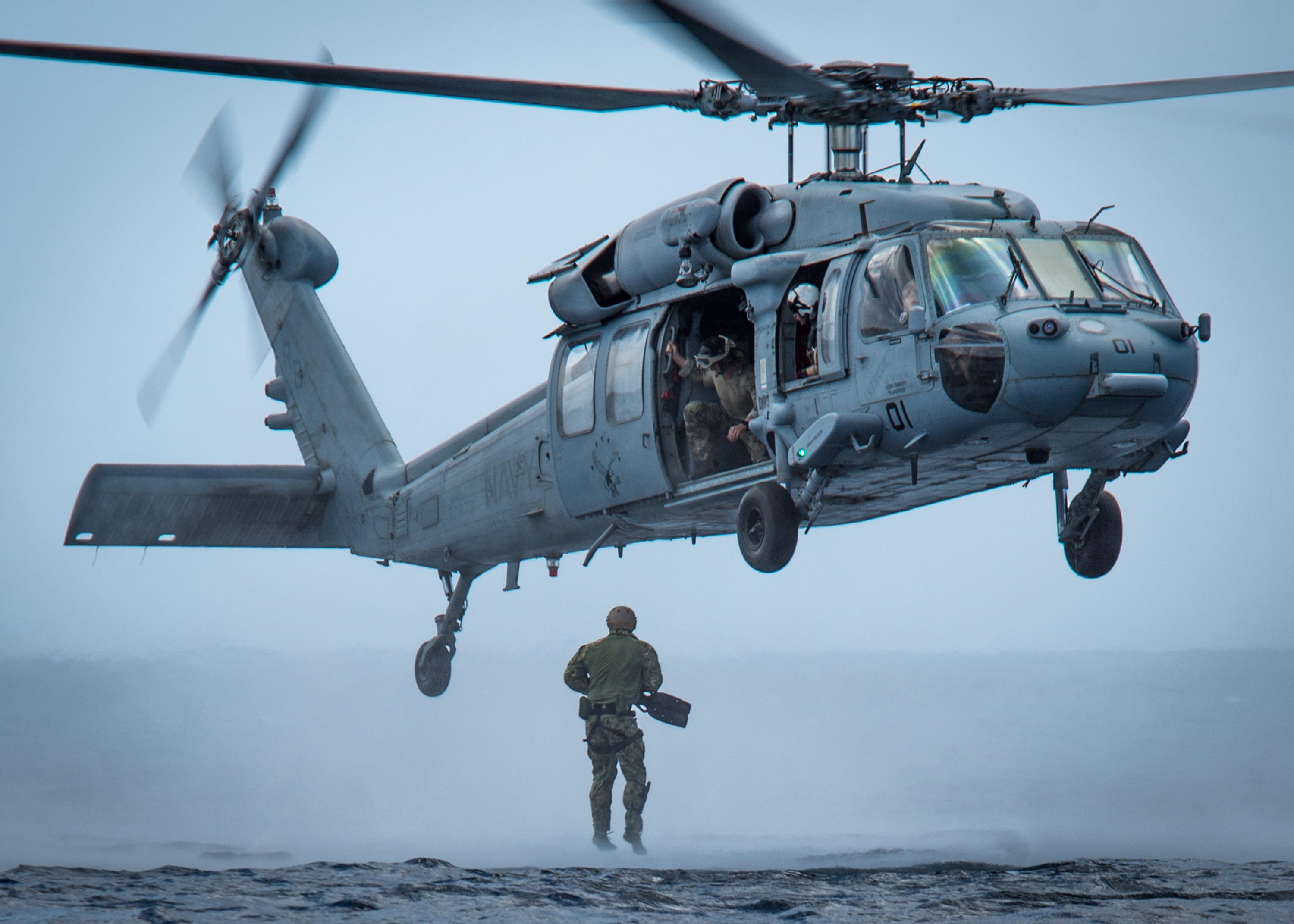
HSC-25で運用するMH-60S